# Olo (colore)
Olo è un colore blu-verde con una saturazione senza precedenti, se visualizzato rispetto a uno sfondo grigio neutro.

Il colore più vicino a Olo normalmente percepibile.

Viene scoperto nel 2025 da alcuni ricercatori dell’Università della California di Berkeley sottoponendo i fotorecettori della retina ad un laser.
Il nome Olo è un riferimento alle sue coordinate teoriche dello spazio colore, che sono [0,1,0].